# Donk (Berlare)
Donk is een gehucht in de Belgische gemeente Berlare in de provincie Oost-Vlaanderen. Donk ligt tussen de plaatsen Overmere en Berlare aan het Donkmeer, dat ontstaan is door turfwinning in een vochtig gebied waar vroeger een meander van de Schelde lag. Er is relatief veel toerisme aan het meer en er zijn tientallen restaurants en cafés aan het meer alsook bootverhuur, een overzetdienst naar de Eendenkooi en verschillende kampeerterreinen. Er is ook een infokantoor toerisme, dagelijks geopend.

## Bezienswaardigheden
- De Bareldonkkapel

## Natuur en landschap
Donk ligt in een afgesneden meander van de Schelde. Ten westen van de kom ligt het Donkmeer. Verder is er een eendenkooi.

## Nabijgelegen kernen
Berlare, Overmere, Zele
Deelgemeenten: Berlare · Overmere · Uitbergen

Overige gehuchten en wijken: Donk · Heikantstraat · Kamershoek

Belgische gemeenten · Arrondissement Dendermonde · Oost-Vlaanderen · Vlaanderen